# Tuligłowy (Lublin)
Pour les articles homonymes, voir Tuligłowy.
Tuligłowy (prononciation : [tulʲiˈɡwɔvɨ]) - (en Ukrainien: Тулиголови, Tulyholovy) est un village polonais de la gmina de Krasnystaw dans le powiat de Krasnystaw de la voïvodie de Lublin dans l'est de la Pologne.

## Histoire
De 1975 à 1998, le village est attaché administrativement à la Voïvodie de Chełm.

Depuis 1999, il fait partie de la nouvelle voïvodie de Lublin.